# Вюст, Эдуард
Эдуард Хуго Отто Вюст (нем. Eduard Hugo Otto Wüst, также известен как Eduard Wuest; 23 февраля 1818, Мурхардт, королевство Вюртемберг, — 13 июля 1859, колония Нойхофнунг, Российская империя) — лютеранский пастор, основатель течения в меннонитстве, названного в его честь, один из основателей штундизма русских немцев.

## Биография

### Вюртембергский период жизни. Лютеранство
Эдуард Вюст родился в семье пекаря и владельца гостиницы Иоганна Вюста и его жены Катарины в городе Мурхардт. Он был дородного телосложения, имел сильный, благозвучный голос, обладал приятной, располагающей к себе внешностью.
В 1835 году, после трёх лет обучения в штутгартской гимназии, он поступил на факультет евангелического богословия в Тюбингене. Учёба затянулась, так как, после двух с половиной лет обучения, брат Эдуарда, священник, был вынужден забрать его к себе домой, чтобы избавить от плохого влияния. Позднее мать Вюста, к тому времени овдовевшая, была вынуждена закрыть семейное предприятие, что повлекло за собой недостаток средств для завершения образования Эдуарда. Несмотря на это, в 1841 году Вюсту предложили экстерном сдать экзамены. Он без какой-либо специальной подготовки успешно их сдал и получил место викария в Бад-Ритенау.
В 1841 году Вюст сдал экзамены экстерном и получил место помощника пастора в Нойенкирхене. Начав служение, он полностью посвятил своё время богословию и подготовке проповедей. Осенью 1843 года Вюст стал помощником пастора в родном Мурхардте, где и увлёкся штундизмом и пиетизмом. В 1844 году он стал помощником пастора в окрестностях Бад-Ритенау, где, в следующем, 1845 году, его миссионерское усердие и яркие проповеди, противоречащие общепринятым правилам лютеранской ортодоксии, после ряда конфликтов с духовенством, привели к отстранению Вюста от служения. После увольнения Эдуард переехал в дом своей матери в Штутгарте. Все попытки восстановить его в служении в лоне лютеранской церкви не увенчались успехом.
В то время огромное влияние на Вюста оказал методистский миссионер Мюллер из Виннендена. При посредничестве основателя Евангелической братской церкви в Корнталь-Мюнхингене он был призван на служение в Приазовье, где с 1845-го по 1859 годы опекал Бердянскую лютеранскую епархию Нойхофнунг («Новая надежда»).

### Российский период деятельности. Приазовье
В январе 1845 года Вюст он был призван на служение в Приазовье, в Россию и возглавил в колонии Нойхоффнунг («Новая надежда») (Бердянск, Южная Украина) — местную общину пиетических штундистов, отколовшихся от лютеранства ещё до своего переселения из Вюртемберга в Россию (1818—1822). В то время община переживала глубокий кризис, вызванный тем, что пришествие Христа, ожидаемое в 1836 году, не состоялось. Своими проповедями в духе нового пиетизма, делавшего основное ударение на «личное переживание обновления сердца», Вюст зажёг огонь евангельского пробуждения не только в своей общине, но и в соседних. Он ввёл жесткую дисциплину, сохранив при этом доверие и лояльность членов церкви.
В основном Вюст проповедовал в Молочанском менонитском округе. В результате его деятельности появились т. н. «вюстовские кружки́», действовавшие среди лютеран, меннонитов и молокан по всему югу Украины. Это привело к распространению в Северном Причерноморье варианта швабского пиетизма, известного под названием «сепаратизм», и появлению штундизма российских немцев.
В 1847 году пастор Вюст женился на Паулине Лишинг.
В своих проповедях Вюст отвергал официальную церковь и всякие церковные церемонии. Он возвещал веру в Тысячелетнее царство и скорое пришествие Христа, требовал «пробуждения» и полного принятия библейского образа жизни, боролся против суеверия и алкоголизма, призывал к регулярным богослужениям в семьях и молитвам в публичных, общественных местах в определенных случаях. Последствия его служения не преминули сказаться на практике, например, в епархии Нойхофнунг в немецких колониях Причерноморья в течение трех лет (с 1845-го по 1848 год) не было совершено ни одного преступления.

### Поволжский период деятельности. Уход из жизни
С 1857 года Вюст начинает проповедовать в немецких колониях на Волге, где было много меннонитов-переселенцев с Украины. Осенью 1858 года Вюст заболел. Тяжёлая болезнь подорвала здоровье пастора и 13 июля 1859 года в возрасте 41 года он скончался в поволжской колонии Нойхофнунг.

## Цитаты, воспоминания, оценки
- Автор исследований по истории протестантизма Петер М. Фризен в своей книге «Меннониты в России» ставит его на второе по значимости для меннонитов место, после самого Менно Симонса[4][5]
- Цель своего служения Вюст высказал в своей первой проповеди в России 28 сентября 1845 года[6]: «Ни вы меня не хвалите, ни я хвалить вас не буду; но все мы вместе будем хвалить и славить Бога»[2].
- Современник Эдуарда Вюста писал о нём: «Кто знал и общался с ним, либо чувствовал к нему глубокую привязанность, либо — из-за его радикальных христианских убеждений — ненавидел его»[2].